# Eneko Arieta-Araunabeña Piedra
Eneko Arieta-Araunabeña Pedra (Durango, Biscaia, 21 d'agost de 1933 - Galdakao, Biscaia, 27 de desembre de 2004), conegut com a Arieta I, va ser un futbolista professional basc, que jugava com a davanter. Va jugar durant tota la seva carrera esportiva en l'Athletic Club de la primera divisió espanyola, durant les dècades de 1950 i 1960. En aquest club va formar part de l'anomenat «equip dels 11 vilatans». Arieta era un jugador que no només tenia un gran olfacte golejador, sinó que també ajudava enormement en tasques defensives. Va ser internacional amb la selecció espanyola. Tenia un germà petit que també va jugar en l'Athletic durant la dècada dels seixanta, Antón Arieta, o Arieta II.

## Trajectòria
Eneko Arieta va començar a jugar a futbol en diversos equips del seu poble a Durango. Inicialment ho va fer en els Maristes i els Jesuïtes i posteriorment va passar a formar part del Tavira, equip amb el qual es va consolidar en el lloc de davanter centre. Més tard va ascendir un altre esglaó en la seva carrera esportiva en passar a jugar al CD Getxo, on va aconseguir donar definitivament el salt a l'Athletic Club.
Arieta va debutar amb l'Athletic Club a la temporada 1951-52, en un partit disputat davant el Real Sporting de Gijón, que va concloure amb el resultat de 4-2 favorable per als bilbaïns, i en el qual Arieta va marcar dos dels quatre gols del seu equip. Durant les dues primeres temporades amb l'Athletic les seves aparicions en l'onze blanc-i-vermell van ser testimonials, degut en gran part al fet que va coincidir amb els últims anys de la «segona davantera històrica» de l'Athletic, la qual estava formada per cinc jugadors consolidats, com Iriondo, Venancio, Zarra, Panizo i Gaínza. No va ser fins a la temporada 1953-54 quan Arieta per fi va poder destacar amb l'Athletic. La «segona davantera històrica» començava a fluixejar i els nous talents com Arieta es començaven a fer un lloc en l'equip titular. En aquesta temporada Arieta va marcar 12 gols en 24 partits de lliga, i en copa va marcar 5 gols en només 4 partits.
La següent temporada va ser crucial per Arieta, ja que amb l'arribada del nou entrenador, Ferdinand Daučík, la plantilla va patir una reestructuració i la «segona davantera històrica» finalment es va dissoldre. Jugadors com Zarra, Panizo, etc. van marxar de l'Athletic. Aquest fet va deixar el pas lliure als joves talents com Arieta, que en aquella temporada 1954-55 es va consolidar com el successor de Zarra, als 21 anys, havent marcat 20 gols en 28 partits de lliga. Per posar la cirereta a la temporada, Arieta va conquistar la copa amb l'Athletic. Les temporades següents Arieta va conquistar un títol de lliga i dues copes més, destacant el títol de copa de 1958 conquistat en vèncer a la final al Reial Madrid CF de Di Stéfano, i en el qual Arieta va ser protagonista destacat en marcar el primer dels dos gols del partit.
Finalment, Arieta va penjar les botes el 1966, després de quinze temporades a l'Athletic Club, en què va jugar 295 partits i va conquistar una lliga i tres copes. Arieta es va convertir en un dels davanters més golejadors de la història de l'Athletic en haver marcat 170 gols amb el club, 136 d'aquests en lliga.

## Palmarès
- Lliga espanyola (Primera Divisió): 1955/56.
- Copa d'Espanya (Copa del Generalíssim): 1955, 1956 i 1958.